# Ériu
Ériu (/ˈeːrʲu/), també coneguda com Éire o Erin en la mitologia irlandesa, filla d'Ernmas dels Tuatha Dé Danann, era la llevadora epònima deessa d'Irlanda. El seu marit era Mac Gréine (fill del sol). Amb el príncep Elatha dels Fomorians va ser la mare de Bres. El nom anglès per a Irlanda ve del nom Ériu i « land » que procedeix del germànic, l'antic noruec o l'anglosaxó.

## Paper i representació mítica
Al costat de les seves germanes, Banba i Fódla, era part d'un triumvirat important de deesses. Quan els milesians van arribar de Galícia cadascuna de les tres germanes va demanar que el seu nom fos donat al país. Els va ser concedit, encara que Ériu (Éire) es va convertir en el més usat (Banba i Fodla encara s'utilitzen de vegades com a noms poètics per a Irlanda, així com Albió ho és per a Gran Bretanya).
Ériu, Banba i Fodhla es consideren deesses de la sobirania. Segons Seathrún Céitinn, les tres deesses irlandeses van ser les mateixes Badb, Macha i Móirríoghan (Mórrigan). Igual que Ériu, es diu que Badhbh és filla d'Ernmas, és possible que ambdues deesses siguin, per tant, equivalents.

## Etimologia
El lèxic reconstruït protocelta de la Universitat de Gal·les dona la paraula Φīwerjon (nominatiu singular Φīwerjō) com l'etimologia del nom Ériu. Aquesta forma cèltica implica el terme proto-indoeuropeu piHwerjon, relacionat amb piHwer, «gros». Aquesta paraula piHwer ve del sànscrit pīvan, pīvari (femení) o pīvara que signifiquen «gros», «ple», «abundant». Això significaria «terra d'abundància».

## Al·legoria d'Irlanda
Erin es considera una de les personificacions nacionals d'Irlanda. Com que Hibernia va ser molt emprada pels diaris unionistes. Les publicacions nacionalistes d'Irlanda van preferir usar la imatge d'Erin i de Kathleen Ni Houlihan.

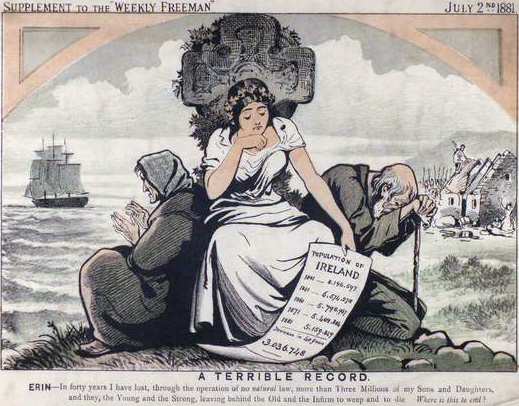
Erin apareix desolada en descobrir que ha perdut més de tres milions de fills (irlandesos) en quaranta anys.
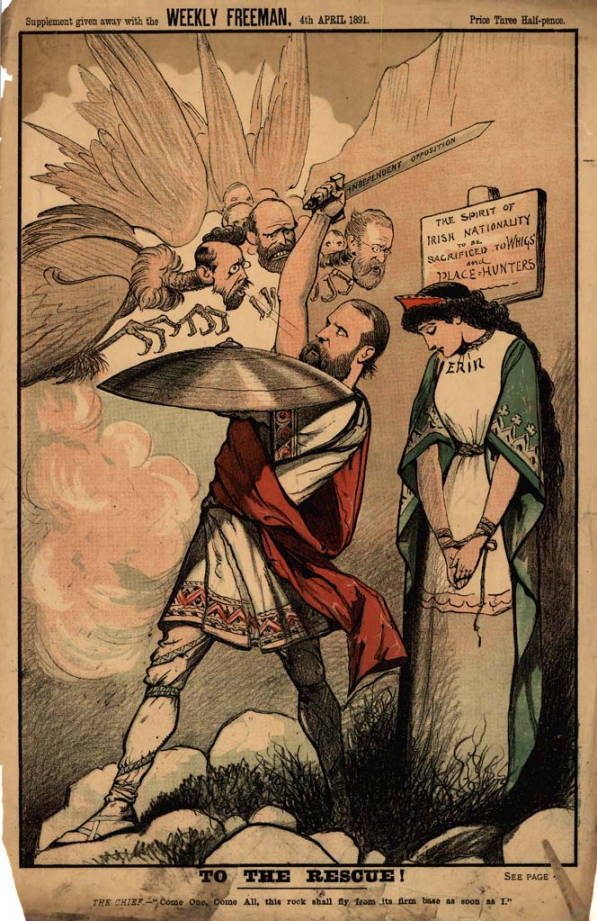
Charles Stewart Parnell protegint Erin.
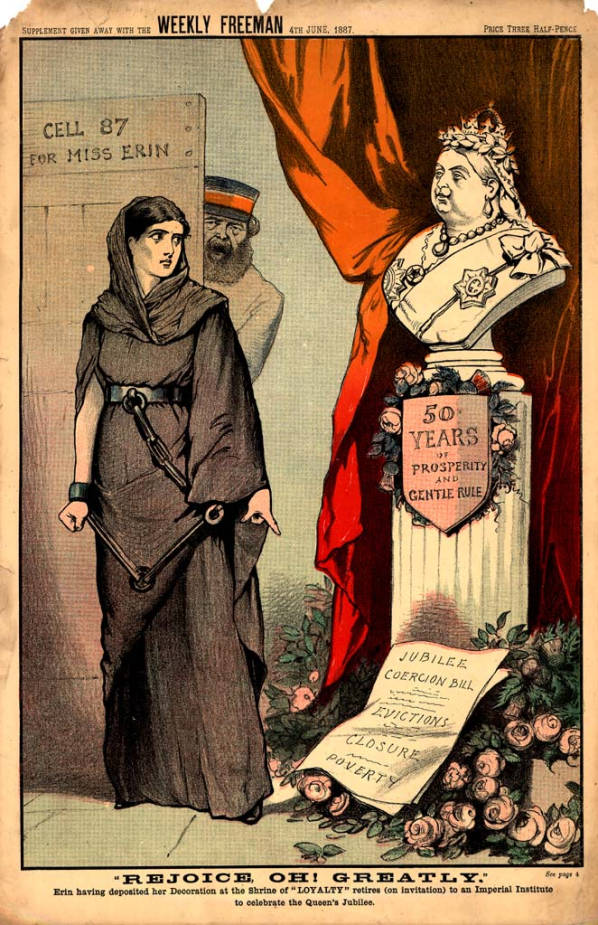
Lord Salisbury mostra a la seva presa —Erin— un bust de la Reina Victòria.
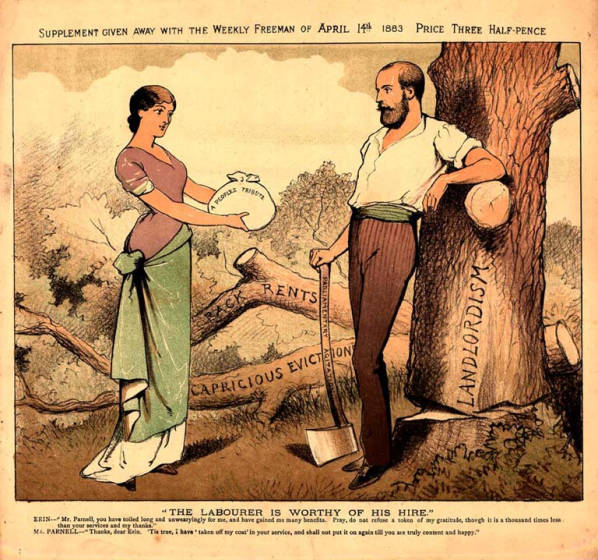
Erin ofereix a Charles Stewart Parnell un tribut del poble.
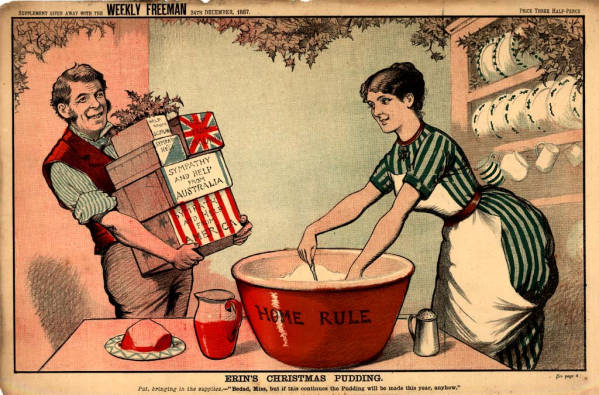
Erin fa un pudding mentre que Pat porta ingredients d'«ajuda internacional».
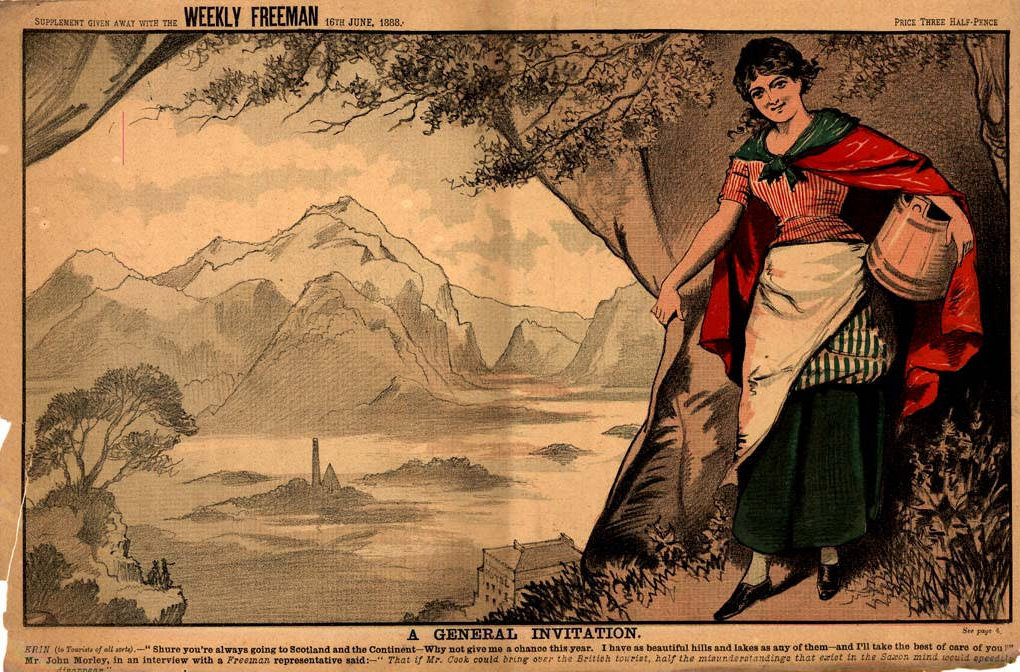
Erin convida els anglesos a visitar Irlanda.